# Miguel Gonçalves (empresário)
Miguel Lopes Gonçalves (18 de fevereiro de 1979, Braga) é um empresário português que atua na área do recrutamento e gestão de novos talentos em Portugal.
Licenciado em Psicologia  pela Universidade do Minho, ao longo dos últimos anos tem vindo a construir o "Pitch Bootcamp", um evento que pretende pôr empresas em contacto com jovens  estudantes universitários.

Tornou-se conhecido do público em 2011 com a participação no programa Prós e Contras, da RTP1. Em direto, defendeu que “as empresas não oferecem emprego, compram trabalho”. O vídeo da sua participação, entretanto publicado no YouTube, recebeu centenas de milhares de visualizações, transformando-o rapidamente numa pessoa conhecida do grande público. A esfera mediática acabou por estender-se a outros canais e programas de visibilidade, tendo, para o efeito, também contribuído a sua participação em diversas conferências,  nomeadamente as TEDx Braga, TEDx Porto e TEDx Luanda.

## Vida Profissional
A Spark Agency, empresa da qual Miguel Gonçalves é CEO e fundador, é especializada em employer branding, recrutamento e gestão de talento. Em 2013, a empresa lançou os "Pitch Bootcamp", eventos de dois dias que pretendem pôr universitários e recém-diplomados em contacto com empresas. Usando princípios de negócio aplicados à gestão de carreira, este programa é apresentado como um "acelerador de carreiras",, procurando desenvolver competências de empreendedorismo e auto-empregabilidade. Em 2016, a empresa afirmava que nos três anos anteriores tinha realizado 45 edições do programa com 5400 jovens e 650 empresas; ainda segundo dados da empresa, mais de 1300 "bootcampers" teriam começado a trabalhar depois de terem participado no Pitch Bootcamp.

## Criticismo
Miguel Gonçalves é uma figura controversa, sendo frequentemente criticado por tratar o mundo de trabalho de forma considerada leviana e irrealista (principalmente no que se refere à entrada dos jovens no mercado de trabalho), de retratar toda uma geração de empreendedores como sendo pessoas de pouco conteúdo e apenas movidos pelo capitalismo agressivo, pelo discurso demasiado baseado em clichês e frases-feitas, e pelo seu estilo considerado pouco adequado à posição de motivador profissional.
Em abril de 2013, levantou polémica a sua nomeação pelo então Ministro Adjunto e dos Assuntos Parlamentares Miguel Relvas, poucos dias antes de este último se demitir do cargo, para embaixador do programa de estágios Impulso Jovem. Miguel Gonçalves acabaria por ser dispensado em junho de 2013. Porém, essa dispensa apenas foi revelada em outubro do mesmo ano, tendo apanhado o próprio empresário de surpresa.